# Renchen
Renchen ist eine kleine Stadt in Baden-Württemberg und gehört zum Ortenaukreis.

## Geografie
Renchen liegt in den Vorbergen des nördlichen Schwarzwalds am Ausgang des Renchtals in die Oberrheinische Tiefebene.

### Nachbargemeinden
Das Stadtgebiet grenzt im Norden an die Stadt Achern, im Osten an die Gemeinde Kappelrodeck, im Süden an die Stadt Oberkirch, im Südwesten an die Gemeinde Appenweier und im äußersten Nordwesten an die Stadt Rheinau.

### Stadtgliederung
Die Stadt Renchen besteht aus den Ortsteilen Erlach (ca. 900 Einwohner), Renchen und Ulm (ca. 2030 Einwohner). Die Ortsteile sind räumlich identisch mit den früher selbständigen Gemeinden gleichen Namens. Die offizielle Benennung der Stadtteile Erlach und Ulm erfolgt durch vorangestellten Namen der Stadt und mit Bindestrich verbunden nachgestellt der Name des jeweiligen Stadtteils. In diesen beiden Stadtteilen sind Ortschaften im Sinne der baden-württembergischen Gemeindeordnung mit jeweils eigenem Ortschaftsrat und Ortsvorsteher als dessen Vorsitzender eingerichtet. In den beiden Ortschaften befinden sich örtliche Verwaltungsstellen unter den Bezeichnungen Ortsverwaltung Ulm und Ortsverwaltung Erlach. Alle drei Ortsteile bilden zugleich jeweils einen Wohnbezirk im Sinne der baden-württembergischen Gemeindeordnung. Zum Stadtteil Erlach gehört das Dorf Erlach. Zum Stadtteil Renchen gehören die Stadt Renchen und der Gemeindeteil Maiwald. Zum Ortsteil Ulm gehören das Dorf Ulm, die Zinken Kaier, Kolbenhalt und Reiersbach und das Gehöft Rothof. Im Stadtteil Erlach liegen die Wüstungen Oberhof und Zöllerhöfe, auf die jeweils nur ein Flurname hindeutet, und Walhofen. In Renchen liegen die Wüstungen Brunnhurst, Holzhof, Hornhofen (möglicherweise aber umbenannt), Lohern, Schneckenhöfen und Schwenzelshöfen, das möglicherweise auch umbenannt wurde. Die Ortschaft Armenhöfen ist in Ulm aufgegangen.
Ca. 7 km nordwestlich des Ortes Renchen hat die Gemeinde ein Exklave, in der u. a. der Maiwaldsee liegt.

## Geschichte
Renchen wurde erstmals urkundlich 1115 erwähnt. 1326 wurden Renchen die Stadtrechte verliehen. Durch die Zerstörungen des Dreißigjährigen Kriegs war der Ort jedoch zur Bedeutungslosigkeit herabgesunken und verlor die Stadtrechte. 1838 wurde Renchen durch den Großherzog von Baden wieder zur Stadt erklärt, verlor das Recht, sich Stadt zu nennen, aber durch die neue deutsche Gemeindeordnung 1935 ein zweites Mal. 1950 wurden Renchen wegen seiner historischen Vergangenheit die Stadtrechte zum dritten Mal verliehen. Während der französischen Besetzung Kehls nach dem Zweiten Weltkrieg befand sich in Renchen der Sitz der Kreisverwaltung des Landkreises Kehl.
Renchen gehörte bis Ende 1972 zum Landkreis Kehl, Erlach und Ulm hingegen zum Landkreis Offenburg. Bei der Auflösung der beiden Kreise fiel das gesamte Gebiet an den neugebildeten Ortenaukreis. Am 1. Januar 1975 wurden die beiden bis dahin selbständigen Gemeinden Erlach und Ulm eingemeindet.
Im Jahr 2015 feierte die Stadt Renchen ihr 900-jähriges Jubiläum mit einem großen Stadtfest.

## Politik

### Gemeinderat
Die Kommunalwahl vom 9. Juni 2024  führte bei einer Wahlbeteiligung von 61,5 % zu folgendem Ergebnis:
| Partei / Liste       | 2024          | 2024   | 2019          | 2019   |
| Partei / Liste       | Stimmenanteil | Sitze  | Stimmenanteil | Sitze  |
| -------------------- | ------------- | ------ | ------------- | ------ |
| Freie Wähler Renchen | 32,8 %        | 7      | 44,1 %        | 9      |
| CDU                  | 38,4 %        | 6      | 38,0 %        | 8      |
| SPD                  | 15,5 %        | 3      | 17,9 %        | 4      |
| FDP                  | 7,1 %         | 1      | --            | --     |
| AfD                  | 6,2 %         | 1      | --            | --     |
| Wahlbeteiligung      | 61,5 %        | 61,5 % | 54,8 %        | 54,8 % |

### Bürgermeister
- 1945: Albert Dietrich
- bis 1969: Franz Brandstetter
- 1969–1985: Erich Huber
- 1985–2000: Klaus Brodbeck
- 2001–2025: Bernd Siefermann (CDU)
- seit 2025: Stephanie Bartsch (parteilos)

Bei der Bürgermeisterwahl 2024 trat Siefermann nicht erneut an. Am 10. November 2024 wurde Stephanie Bartsch mit 76,8 Prozent der Stimmen zur Bürgermeisterin gewählt. Sie trat das Amt im April 2025 an.

### Wappen
Die Blasonierung des Wappens lautet: „In Silber ein rotes Kleeblattkreuz.“
Wappen der früheren Gemeinden

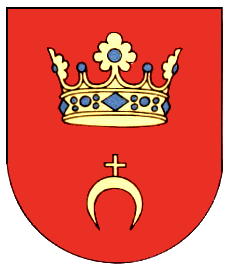
Erlach
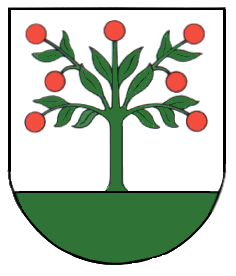
Ulm

## Kultur und Sehenswürdigkeiten

### Bauwerke

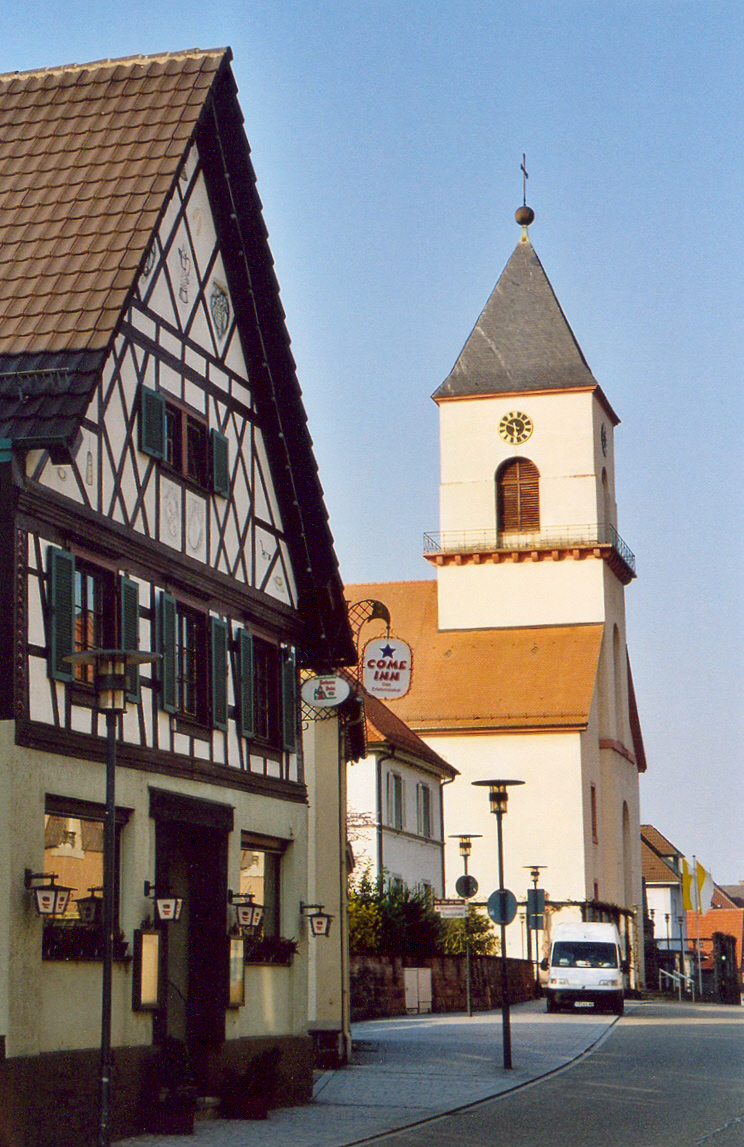
Renchens Weinbrenner-Kirche

Im Ortskern von Renchen findet sich die Heilig-Kreuz-Kirche von Friedrich Weinbrenner, erbaut 1817 als schmuckloses, geometrisch gegliedertes Gebäude im Stil des Klassizismus.

### Museen
Das Simplicissimus-Haus beschäftigt sich mit der Rezeption der Werke von Hans Jakob Christoffel von Grimmelshausen. Es ist das erste und bislang einzige rezeptionsgeschichtlich angelegte Literaturmuseum in Deutschland. Es zeigt Werke von über 80 Künstlern aus dem deutschsprachigen Raum, die sich künstlerisch mit dem literarischen Werk Grimmelshausens auseinandergesetzt haben. Das Simplicissimus-Haus besitzt die weltweit größte Sammlung von Illustrationen zum literarischen Werk von Grimmelshausen. Das Haus wurde in der Amtszeit von Bürgermeister Klaus Brodbeck aufgebaut und im Jahr 1998 eingeweiht. Die rezeptionsgeschichtliche Konzeption stammt von Martin Bircher und Christian Juranek. Seit dem 1. Januar 2022 führt Renchen die offizielle Zusatzbezeichnung „Grimmelshausenstadt“.

### Johann-Jacob-Christoph von Grimmelshausen-Preis
Zusammen mit der Stadt Gelnhausen verleiht die Stadt den Johann-Jacob-Christoph von Grimmelshausen-Preis. Mit dem Grimmelshausenpreis wird ein in deutscher Sprache erschienenes erzählerisches Werk ausgezeichnet, das einen bemerkenswerten Beitrag zur Auseinandersetzung mit der Zeitgeschichte leistet. Es darf nicht älter als sechs Jahre sein.

### Parks
Oberhalb des kleinen Stadtkerns Renchen liegt der Grimmelshausenpark. Neben der Naherholung dient der Park sowohl für Feste als auch für kleinere Freilichtauftritte.

### Sport
Renchen besitzt ein Freizeitbad, das die Sommermonate über geöffnet ist und jährlich über 80.000 Besucher zählt.

## Wirtschaft und Infrastruktur
Mit der Erdrich Umformtechnik GmbH hat ein größerer Automobilzulieferer seinen Sitz im Renchener Ortsteil Ulm.

### Verkehr

#### Bahn- und Busverkehr
Renchen liegt im Tarifverbund Ortenau. Der Haltepunkt Renchen liegt an der Bahnstrecke Mannheim–Basel. Dort halten stündlich Regional-Express-Züge der DB Regio auf der Linie Karlsruhe–Konstanz.

#### Fernstraßen
Durch Renchen verläuft die Bundesstraße 3 (Buxtehude–Weil am Rhein). Über sie erreicht man die nächsten Anschlussstellen der Bundesautobahn 5, Achern und Appenweier.

#### Radverkehr
Durch eine Alltagsroute aus dem Radnetz Baden-Württemberg ist Renchen über Appenweier mit Offenburg und über Önsbach mit Achern verbunden.
Durch das Stadtgebiet verlaufen zwei Landes-Radfernwege: 
- Der Badische Weinradweg[10] führt von Grenzach-Wyhlen am Hochrhein nach Laudenbach im Norden Baden-Württembergs, dabei werden sieben der neun badischen Weinanbaugebiete untereinander verbunden. Die Route verläuft aus Zusenhofen kommend durch die Ortsteile Erlach und Ulm und weiter über Mösbach nach Oberachern.
- Der Naturpark-Radweg Schwarzwald Mitte/Nord führt rund um selbigen Naturpark. Er verläuft auf dem fast identischen Weg durch das Stadtgebiet wie der Badische Weinradweg, nur in Ulm unterscheiden sie sich.

### Medien
Lokale Tageszeitungen in Renchen sind der Acher- und Bühler Bote, eine Lokalausgabe der Badischen Neuesten Nachrichten (Karlsruhe) und die Acher-Rench-Zeitung, die zur Reiff-Gruppe (Offenburg) gehört.
In Renchen erscheint zudem die Stattzeitung für Südbaden, eine in der alternativen Szene Süd- und Mittelbadens gelesene Zeitschrift.

### Bildung
Mit der Grimmelshausenschule verfügt Renchen über eine Grund-, Haupt- und Realschule, an die auch eine Werkrealschule angegliedert ist. Daneben gibt es reine Grundschulen in allen drei Ortsteilen. Renchen ist Sitz des Baden-Württembergischen Landesverbandes für Prävention und Rehabilitation e. V., einer Landeseinrichtung der Suchtkrankenhilfe (gegründet 1919 als Badischer Landesverband gegen den Alkoholismus e. V.).

## Persönlichkeiten

### Ehrenbürger
- Ferdinand Battlehner (1824–1906), deutscher Arzt und Geheimrat

### Söhne und Töchter der Stadt

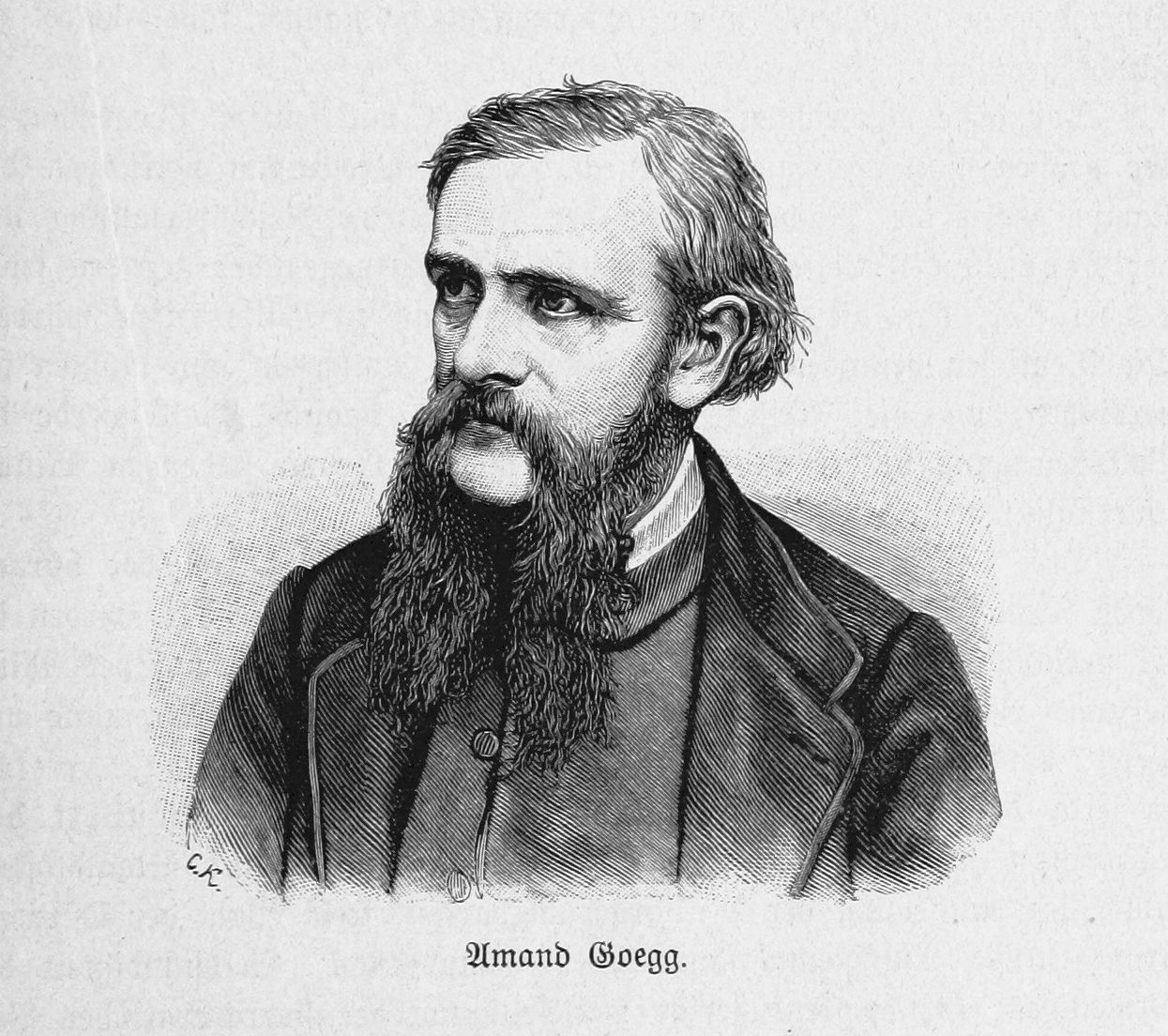
Amand Goegg (1893)

- Ignaz Heim (1818–1880), Musiker und Komponist
- Amand Goegg (1820–1897), badischer Freiheitskämpfer, Ehrenbürger der Stadt Genf, verheiratet mit der Frauenrechtlerin Marie Goegg-Pouchoulin
- Camill Schaible (1837–1906), Oberst und Militärschriftsteller
- Gottlob Barth (1884–1958), Landrat und Bürgermeister
- Erich Konrad (1894–1975), Chemiker bei den I.G. Farben Werken in Leverkusen, Synthesekautschuk
- Albert Karl Krautheimer (1905–1966), katholischer Priester, Schriftsteller und Redakteur des Konradsblattes
- Michael Speier (* 1950), Autor, Übersetzer, Literaturwissenschaftler und Herausgeber
- Martin Knosp (* 1959), Ringer, Weltmeister 1981, olympischer Silbermedaillengewinner 1984 in Los Angeles
- Erwin Knosp (* 1961), Ringer, mehrfacher deutscher Meister und Olympiateilnehmer
- Norbert Dobeleit (* 1964), Leichtathlet, Medaillengewinner bei den Olympischen Spielen 1988 in Seoul
- Holger Nell (*  1966), Jazzmusiker

### Mit der Stadt verbunden
- Hans Jakob Christoffel von Grimmelshausen (1622–1676), der Dichter des Abenteuerlichen Simplicissimus war von 1667 bis zu seinem Tode 1676 bischöflich straßburgischer Schultheiß von Renchen. Daher nennt sich die Stadt auch die Grimmelshausenstadt und ist als Gesellschafter der Grimmelshausen-Gesellschaft Mitherausgeber der Simpliciana Literaturzeitschrift.

## Sonstiges
Der Stadtteil Ulm ist bekannt für sein „Ulmer Bier“, als Spezialität das nur in Vollmondnächten gebraute „Vollmondbier“.
Am 10. Juli 2018 ereignete sich in Renchen ein Meteoritenfall. Um 23:30 Uhr MESZ wurde dieser als sehr heller Meteor (EN100718 Renchen), eine sog. Feuerkugel, über einem Gebiet entlang des Mittelrheins, nahe der deutsch-französischen Grenze, insbesondere in Baden-Württemberg, Rheinland-Pfalz, im Elsass und in Lothringen gesichtet. Zwischen dem 24. Juli 2018 und dem 23. Februar 2019 wurden fünf Rohstücke des Meteoriten und etliche Fragmente gefunden. Damit ist der Meteorit von Renchen der erste gesicherte Meteoritenfall in Baden-Württemberg. Es existieren zwar historische Berichte über einen Meteoriten, der am 27. Februar 1671 bei Ortenau niedergegangen sein soll, da aber von dem 10 Pfund schweren Stein kein Material mehr erhalten ist, wurde dieser niemals wissenschaftlich untersucht.